# Vidkäppesjön
Vidkäppesjön är en sjö i Laxå kommun i Västergötland och ingår i Norrströms huvudavrinningsområde.